# 卡索莱代尔萨
卡索莱代尔萨（義大利語：Casole d'Elsa），是意大利托斯卡纳大区锡耶纳省的一个市镇。总面积148平方公里，人口3841人，人口密度26.0人/平方公里（2009年）。ISTAT代码为052004。